# Norton Internet Security
Norton Internet Security, desenvolupat por Symantec Corporation, és un programa informàtic que proporciona prevenció i eliminació de malware durant un període de subscripció i utilitza firmes i heurístiques per identificar virus. Altres característiques incloses en el producte són un tallafocs personal, filtre d'spam de correu electrònic i protecció contra phishing. Amb el llançament de la línia 2015 a l'estiu de 2014, Symantec va retirar oficialment Norton Internet Security després de catorze anys com el principal producte de Norton. Es va substituir per Norton Security, una adaptació re-anomenada de la suite de seguretat Norton 360.
Symantec va distribuir el producte com una descàrrega, una copia en caixa de Compact Disc (CD) i com a software OEM. Alguns minoristes també el van distribuir en una unitat USB. El primer semestre de 2007, Norton Internet Security tenia una quota de mercat del 61% en la categoria de paquets de seguretat per minoristes als Estats Units. En aquest estudi, els competidors, en termes de quota de mercat, van incloure software de seguretat com Trend Micro i Kaspersky Lab.

## Versions Windows
L'agost de 1990, Symantec va adquirir Peter Norton Computing de Peter Norton. Norton i la seva empresa van desenvolupar varies aplicacions per a DOS, inclosos un antivirus. Symantec va continuar el desenvolupament de les tecnologies adquirides, que ara es comercialitzen sota el nom de "Norton", amb el lema "from Symantec".
Els usuaris de la versió 2006 i posteriors poden actualitzar-se a la última versió del software Norton sense necessitat d'adquirir una nova subscripció. El producte actualitzat conserva el mateix nombre de dies restants en la subscripció d'un usuari.
Les versions es nombren per any, però també tenen números de versió interns. El número de versió interna es va avançar a 15.x en l'edició de 2008 per que coincidís amb la versió de Norton AntiVirus del mateix any. A partir de la versió de 2013 (20.x), el producte ja no es mostra l'any com a versió.

### Versió 2000 (1.0 i 2.0)
Norton Internet Security 2000, publicat el 10 de gener del 2000, va ser la primera incursió de Symantec més enllà de la protecció antivirus i els filtres de control de contingut. El seu llançament es va produir després d'una aliança entre el proveïdor de Internet Excite@Home i el proveïdor d'antivirus McAfee.com per proporcionar als subscriptors d'Internet el nou software de tallafocs de McAfee, McAfee Personal Firewall. La versió 2000 del tallafocs, basada en AtGuard de WRQ, filtra el tràfic a nivell de paquets. Pot bloquejar controls ActiveX i applets de Java. Altres funcionalitats inclouen l'eliminació de cookies i el bloqueig d'anuncis. ZDNet va trobar que el bloquejador d'anuncis eliminava els gràfics que no eren anuncis, fent moltes pàgines, no navegables. L'ajustament de la configuració va solucionar el problema, tot i això, el procés era complicat. ZDNet va senyalar la falta d'informació presentada en relació amb els atacs bloquejats pel tallafocs. Norton LiveUpdate descarrega i instal·la actualitzacions de programes.
La Family Edition afegeix controls parentals. Els controles parentals estan recolzats per un equip de control de qualitat de 10 persones que busquen a la web contingut inapropiat. El contingut trobat es classifica per temes i es col·loca en una llista negra d'uns 36.000 llocs. Un administrador pot agregar llocs bloquejant-los, tot i que, la llista negra pre-instal·lada no pot ser vista o editada, ja que està codificada. Els administradors poden bloquejar certs temes. Una altra opció es bloquejar tots els llocs i després crear una llista blanca de llocs permesos. Family Edition també pot bloquejar la transmissió de la informació personal especificada. Aquesta informació es substitueix por la lletra "X". Tot i això, CNN va senyalar que els llocs amb classificació X es recuperen quant un motor de cerca consulta la informació personal.
La versió 2.0 va ser publicada el 12 de juny de 2000.

### Versió 2001 (2.5 i 3.0)
La versió 2001 (2.5) va ser publicada el 18 de setembre del 2000, afegint suport per a Windows ME a més a més de la sèrie Windows 9x, Windows NT i Windows 2000. Després dels atacs dels virus ILOVEYOU i Anna Kournikova, aquesta versió pot bloquejar scripts maliciosos sense firmes de virus, però analitzant el comportament.
El tallafocs analitza les aplicacions habilitades per a Internet i crea regles d'accés basades en una base de coneixements que Symantec manté durant la instal·lació. Durant les proves de PC Magazine, la instal·lació va tardar 24 minuts en completar-se en un Pentium III de 750 MHz amb 92 aplicacions habilitades per a Internet. Utilitzant el tallafocs, els usuaris poden determinar si accepten cookies, applets de Java i controls ActiveX de forma global o per un lloc concret. Una nova funció, la detecció d'intrusos amb AutoBlock, pot detectar escanejos de ports i bloquejar altres intents d'intrusió. El programa proporciona notificacions d'intents d'intrusió, indicant el nivell de gravetat i proporcionant accés als detalls de l'amenaça. Alternativament, el tallafocs pot posar l'ordinador en sigil·li, essencialment ocultant el sistema. Els usuaris poden configurar el nivell de seguretat, fet que afecta el nombre de notificacions. Les proves realitzades per PC Magazine amb Shields Up i Symantec Security Check van revelar que el tallafocs va ocultar tots els ports i va ocultar l'equip de la vista. Es va realitzar una prova de fugues per veure la capacitat del tallafocs per a detectar connexions sortints. Cada intento va ser detectat i la suite es va oferir a bloquejar-lo.
La Family Edition, al igual que la versió anterior, inclou controls parentals i la funció de filtratge d'informació. Els controls parentals venen amb una llista de llocs censurables, separats en 32 categories. Norton LiveUpdate actualitza la llista cada dues setmanes. Utilitzant només la llista, Norton només bloqueja els llocs presents a la llista. Com a conseqüència, és possible que Norton no bloquegi els llocs fins a la propera actualització. Els pares poden personalitzar la llista, afegint o eliminant llocs. Es pot crear una llista de llocs permesos per restringir als menors l'accés a llocs específics. Aquesta versió utilitza el bloqueig d'aplicacions en lloc del filtratge de protocols o ports per controlar l'accés a Internet. El nens poden ser restringits en les aplicacions que utilitzin per accedir a Internet. Es pot configurar un perfil de control parental per cada menor, i els ajustaments es poden configurar automàticament en funció del seu grup d'edat, ja sigui nen, adolescent, adult o un administrador. L'ús d'Internet i les violacions s'anoten en un informe presentat als pares. PC Magazine va trobar que habilitar els controls parentals afegia un minut al temps d'engegada de l'ordinador.
La versió 3.0 va ser publicada el 19 de març de 2001.

### Versió 2002 (4.0 i 5.0)
La versió 2002 va se anunciada el 28 d'agost de 2001. S'ha eliminat la Family Edition, per tant, els controls parentals i el filtratge d'informació s'inclouen en aquesta versió. La instal·lació requereix un re-inici i, a continuació, l'assistent de seguretat guia als usuaris a través d'un qüestionari per configurar millor la configuració. Un problema que CNET va trobar al actualitzar des de la versió anterior va ser la pèrdua de la configuració personalitzada. El suport per a Windows 95 també ha estat eliminat.
La execució d'un anàlisis complet compleix amb una llista d'aplicacions habilitades per a Internet. Els usuaris estableixen permisos o accepten la configuració predeterminada de Norton. El tallafocs detecta i bloqueja les anàlisis de ports i registra els intents d'intrusió. Aquesta versió no realitza cap seguiment dels atacants, tot i això, Symantec està plantejant una eina en línia per fer-ho. Para garantir que els programes maliciosos no es puguin disfressar d'aplicacions fiables, Norton verifica els programes en funció d'una llista de firmes digitals de programes coneguts, i l'actualització de Tracker adverteix als usuaris si els hackers intenten obtenir accés als ordinadors. El tallafoc bloqueja tots els intents d'accés de Shields Up i Port Checker. Aquesta versió inclou un assistent per simplificar la configuració del tallafocs i permetre que varis ordinadors comparteixin una connexió a Internet. Amb aquesta versió, Norton pot evitar que la informació personal especificada es transmeti a través d'un client de missatgeria instantània, correu electrònic i llocs web compatibles. El bloqueig d'anuncis inclou una paperera d'anuncis, on els usuaris poden col·locar anuncis que han passat per alt pel filtre.
L'11 de desembre de 2001 es va anunciar una edició professional amb màrqueting dirigit a empresaris. Aquesta versió inclou Norton Intrusions Detection, que intercepta connexions i atacs sospitosos, com el cuc Code Red. La detecció d'intrusos se centra únicament en els atacs basats en Windows. Els administradors configuren la configuració del tallafocs i la productivitat pels equips clients. La configuració de productivitat permet als administradors bloquejar grups de noticies, llocs web i anuncis. La suite s'integra amb els comptes d'usuari de Windows XP on es poden personalitzar els ajustaments per cada usuari.

### Versió 2003 (6.x)
La versió 2003 va ser anunciada el 16 de setembre de 2002. Aquesta versió afegeix Norton Spam Alert. El filtre correu brossa escaneja tot el missatge i el seu context, en lloc de buscar paraules clau per garantir la precisió (requereix un client POP3). Quant un missatge s'identifica com a correu brossa, Norton insereix un identificador (per defecte es Spam Alert) en la línia de l'assumpte. Utilitzant el client de correu, els usuaris poden crear una regla per eliminar o moure els missatges marcats. Els usuaris també poden crear cadenes de text per l'alerta de correu brossa per buscar-les al classificar el correu electrònic. En les proves de PC Magazine, Spam Alert va classificar erròniament el 2,8% del correu electrònic legítim com a correu brossa. El 47% del correu brossa va passar el filtre. Tot i que la taxa de falsos positius va ser baixa, la característica no va tenir èxit en la cerca de correu brossa real.
La interfície principal actualitzada té indicadors verds i vermells per mostrar quines característiques estan actives i quines necessiten l'atenció de l'usuari. El tallafocs té varies característiques actualitzades en aquesta versió. Un botó per bloquejar el tràfic present en la interfície principal bloqueja tot el tràfic entrant i sortint. Una altra característica és el Visual Tracker, que mapeja gràficament els atacs i mostra el seu origen. El tallafocs bloqueja tots les anàlisis de ports realitzats per CNET, ocultant cada port.

### Versió 2004 (7.x)
Anunciada el 8 de setembre de 2003, la versió 2004 afegeix protecció contra adware, spyware i keyloggers. PC Magazine va trobar que la protecció afegida era dèbil. De les mostres analitzades que Norton va detectar, un nombre significatiu no es van eliminar per complet i van requerir eliminació manual. Norton també era poc efectiu al prevenir las infeccions d'spyware.
Norton AntiSpam, la funció de filtre de correu brossa, té un conjunt de regles que no es poden veure ni editar. Es poden crear llistes blanques i negres de remitents. Els usuaris també poden crear les seves pròpies definicions de correu brossa. S'integra amb Outlook, Outlook Express i Eudora, que permet als usuaris etiquetar el correu electrònic com a spam sobre la marxa. Els missatges de correu electrònic identificats com a correu brossa es posen en quarantena de forma predeterminada; tot i això, aquesta funció es pot configurar per que s'eliminin directament. En les proves de CNET, AntiSpam va identificar correctament el 94% dels missatges de correu brossa.
En aquesta versió es va introduir l'activació del producte. Després de la instal·lació, els usuaris tenen un període de gràcia de 15 dies per activar la seva copia de Norton. El programa deixa de funcionar després de la data límit sense la clau de producte de 24 caràcters. La clau utilitzada per activar la copia de Norton es vincula amb un codi alfanumèric basat en la configuració del maquinari de l'ordinador. Els usuaris poden activar el seu producte cinc vegades amb la mateixa clau de producte, tot i que el termes de llicència dicten que només es pot instal·lar Norton Internet Security 2004 en un sol ordinador.

### Versió 2005 (8.x)
Es va presentar la versió 2005 el 17 d'agost de 2004. Sovint es fa referència a aquesta versió amb l'eslògan "AntiSpyware Edition", ja que la detecció d'spyware està integrada i activada de forma predeterminada. Es llisten les amenaces trobades, separant les que ja han estat tractades i les que requereixen la interacció de l'usuari. El programa proporciona informació mes detallada a través d'un enllaç a la web de Symantec.
Altres característiques inclouen la protecció contra cucs que analitzen les adreces IP en busca de ports oberts. També bloqueja ports d'entrada basant-se en vulnerabilitats conegudes utilitzant firmes i la heurística. Aquesta característica es va afegir després de l'atac de MSBlast el 2003 i Sasser el 2004, que explotaven vulnerabilitats dels sistemes operatius Windows. Aquesta versió també inclou protecció d'identitat (phishing). Utilitzant el tallafocs, els usuaris poden crear una llista blanca de llocs on es pot transmetre informació confidencial. Els usuaris són alertat quan la informació transmesa a un lloc no està a la llista. La funció Outbreak Alert avisa als usuaris de les principals amenaces classificades per Symantec, que poden prémer el botó "Fix Now" per aplicar una sèrie de canvis a les vulnerabilitats, com el bloqueig dels ports necessaris per un cuc.
El controls de privacitat pot advertir als usuaris quan envien informació confidencial. També es pot configurar per bloquejar la seva transmissió. Permet als usuaris especificar com es pot enviar la informació, per exemple, a través de missatgeria instantània o correu electrònic. Les excepcions específiques de cada element permeten als usuaris controlar on s'envien les dades.
Norton AntiSpam ara analitza els missatges de correu electrònic en busca de webs falsificades i tracta qualsevol missatge de correu electrònic ofensiu com a correu brossa. Els correus electrònics també es poden bloquejar en funció de l'idioma, tot i que per defecte el filtre permet tots els idiomes. AntiSpam pot sincronitzar la seva pròpia llista de remitents permesos amb llibretes de direccions POP3. Els usuaris poden entrenar el filtre de correu brossa senyalant el correu vàlid marcat com a spam i viceversa. S'afegeix suport a correus de Yahoo i Hotmail.

### Versió 2006 (9.x)
Norton Internet Security 2006 va ser llançada el 26 de setembre de 2005. Mostra una nova interfície principal, el Norton Protection Center, que permet centralitzar tota la informació en una finestra principal. L'estat de seguretat es mostra per la seguretat de l'ordinador per a tasques com el correu electrònic i la navegació per Internet, no en el context de quines funcions estan habilitades. El centre de protecció també pot reconèixer software de tercers que protegeixen l'ordinador. La nova interfície anuncia productes addicionals de Symantec. Algunes de les categories de protecció, com la protecció de dades, indicaran "sense cobertura" fins que l'usuari compri i instal·li Norton SystemWorks. El centre de protecció afegeix una icona addicional a la safata del sistema.
La detecció de spyware ha estat modificada des de l'última versió, millorant la identificació dels keylogger. Norton AntiSpam pot bloquejar tot el correu electrònic de remitents desconeguts i bloqueja automàticament els missatges amb elements sospitosos com text invisible, formularis HTML i llocs webs de phishing. Per millorar la precisió, Norton analitza els correus electrònics sortints i els missatges que han estat marcats pels usuaris com a "Spam" o "No Spam".
Norton recomana desactivar el tallafocs de Windows per evitar alertes redundants. Una altra característica es la tecnologia Bloodhound, que busca un comportament similar al dels virus per trobar millor els virus de dia 0. L'inspector de seguretat busca vulnerabilitats comuns, incloent contrasenyes de compte d'usuari insegures i vulnerabilitats dels navegadors. El bloqueig d'anuncis reescriu el codi HTML d'un lloc web per evitar que es mostrin els anuncis. Els controls parentals, un component opcional, poden bloquejar l'accés a Internet de certs programes, com els clients de missatgeria instantània, i restringir l'accés a grups de noticies. Les restriccions es poden assignar comptes d'usuaris de Windows. Els supervisors poden definir excepcions, afegir llocs bloquejats globalment o bloquejar tot l'accés a llocs que no estiguin en una llista blanca creada per l'usuari.
La compatibilitat amb Windows 98 va ser eliminada d'aquesta versió.

### Versió 2007 (10.x)
La versió 2007 va ser publicada el 12 de setembre de 2006. La nova interfície amb fitxes permet als usuaris accedir al centre de protecció de Norton i a la configuració del programa sense la necessitat d'obrir finestres i icones independents des de la safata. Symantec va revisar Norton Internet Security i va fer la versió més modular, fet que ha reduït el consum de memòria a 10-15 MB i els temps d'escanejat en un 30-35%. Un altre resultat es que el filtrat de correu brossa i els controls parentals són components que s'instal·len separats. Quan s'instal·len, les funcions consumeixen 100MB d'espai al disc.
En aquesta versió, el sistema anti-phishing s'integra amb Internet Explorer. Analitza els llocs web, analitzant la URL, el títol, la forma, el disseny de la pàgina, el text visible i els enllaços, i utilitza una llista negra per detectar llocs de phishing. Es bloqueja l'accés als usuaris des de llocs sospitosos de phishing, tot i això, se'ls presenta l'opció de continuar. El filtre d'spam ja no inclou una funció d'idioma, que segons Symantec, es menys útil amb el correu brossa actual, i crea falsos positius. Aquesta versió utilitza la tecnologia Veritas VxMS de Symantec per identificar millor els rootkits. VxMS permet a Norton trobar inconsistències entre arxius dins dels directoris i fitxers a nivell de volum. Un gestor d'aplicacions d'inic permet als usuaris evitar que les aplicacions s'iniciïn al iniciar sessió. Aquesta versió deixa de ser compatible amb Windows 2000. A través d'una actualització, es compatible amb Windows Vista des del dia del seu llançament.
El tallafocs pren totes les decisions per si sol per disminuir la possibilitat de ser debilitat per una mala decisió. A les aplicacions que se sap que són segures se'ls permet l'accés a Internet, i viceversa per les aplicacions malicioses. Els desconeguts són analitzats i bloquejats si exhibeixen un comportament maliciós. El sistema s'actualitza cada vegada que s'identifica una vulnerabilitat pels equips basats en Windows. No es pot desactivar el tallafocs finalitzant el procés, ni fent canvis al registre, ni deshabilitant els serveis de Windows, ja que el tallafocs funciona a nivell de controlador del nucli. Aquesta versió ajusta automàticament la configuració per diferents xarxa basant-se en la direcció física de la passarel·la en lloc de les adreces IP.

### Versió 2008 (15.x)
La versió 2008 es va anunciar el 28 d'agost de 2007. Les noves característiques inclouen SONAR, Norton Identity Safe i Browser Defender. SONAR supervisa les aplicacions en busca de comportaments maliciosos. L'Identity Safe substitueix la funció de filtre d'informació; el lloc de impedir que la informació personal surti de l'ordinador, l'emmagatzema per omplir formularis web. Està protegit amb contrasenya i comprova la autenticitat d'un lloc web abans d'omplir qualsevol formulari. Browser Defender inspecciona i bloqueja les crides sospitoses a la API, amb la intenció d'aturar les descàrregues. El mapa de xarxa identifica els equips de la xarxa amb Norton Internet Security 2008 instal·lat. La monitoratge remot permet comprovar l'estat de les altres instal·lacions en diferents ordinadors; els problemes s'identifiquen amb una icona vermella amb una X. Mitjançant aquesta funció, els usuaris poden també controlar el tràfic de xarxa entre els equips. També s'avisa als usuaris si estan utilitzant una xarxa sense fils no xifrada. El gestor d'aplicacions d'inici i les funcions de bloqueig d'anuncis s'han eliminat en aquesta versió. El filtre d'informació, tot i que es substituït per l'Identity Safe, està disponible per separat.
La protecció contra el phishing ara també s'integra amb Mozilla Firefox. Quan la funció d'anti-phishing està desactivada, Identity Safe segueix oferint als usuaris la possibilitat d'enviar automàticament informació personal a llocs web, inclosos els llocs de phishing. Symantec va declinar anomenar-ho defecte, indicant que es recomana l'ús d'Identity Safe amb l'anti-phising activat.
El filtre de correu brossa importa les llibretes de direccions dels usuaris per compilar una llista blanca de remitents permesos. Les direccions a les que els usuaris envien correus electrònics i els correus etiquetats com a correu vàlid, es poden afegir automàticament a la llista blanca.

### Versió 2009 (16.x)
La versió 2009 va sortir a la venda el 9 de setembre de 2008. Symantec va fixar varis objectius per aquesta versió mentre estava en desenvolupament, com la instal·lació completa en menys d'un minut i una mida de 100 MB. En la versió 2008, la mitjana de temps d'instal·lació oscil·lava entre 8 i 10 minuts i ocupava uns 400 MB. Uns altres objectius incloïen la reducció del temps de càrrega després que l'ordinador s'iniciés, de 20-30 segons a 10 segons, i els temps d'anàlisi de fitxers amb una tecnologia que permet a Norton ometre certs fitxers de confiança. La tecnologia funciona sobre la base de que si una part de software s'executa en una proporció significativa d'ordinadors, llavors és segur.
El 14 de juliol es va publicar una versió beta pública. El consum de memòria es va reduir: la beta ocupava uns 6 MB de memòria respecte els 11 de la versió anterior. Per reduir els temps d'escaneig, Norton va utilitzar els participants de Norton Comunity per evitar escanejar fitxers que es troben en un número estadísticament significatiu d'ordinadors. Aquesta versió disposa d'una mesurador d'ús de CPU dins del producte final per permetre als usuaris trobar la causa de l'alt ús de CPU, ja sigui de Norton o qualsevol altre programa. També inclou actualitzacions més freqüents gràcies a Norton Pulse Updates. El mode silenciós suspèn automàticament les alertes i actualitzacions quan un programa entra en mode de pantalla completa (pot activar-se manualment). Aquesta versió també incorpora Norton Safe Web, que identifica els llocs web maliciosos, compatible amb Internet Explorer i Mozilla Firefox. Norton Safe Web codifica els resultat de la cerca dels cercadors més coneguts de Google i Yahoo per millorar-ne la seguretat. La barra d'eines de Norton Safe Web també inclou un quadre de cerca a Ask.com. El quadre de cerca no comparteix codi amb la barra d'eines d'Ask, sinó que redirigeix les consultes al motor de cerca d'Ask.
L'avaluació comparativa realitzada per PassMark Software destaca que el temps d'instal·lació és de 52 segons en la versió 2009, el temps d'escaneig de 32 segons i la utilització de memòria de 7 MB. Symantec va finançar la prova de referencia i va proporcionar seqüències de comandes que es van utilitzar per avaluar cada un dels programes antivirus participants. Les proves es van dur a terme en un Windows Vista amb un processador de doble nucli.

### Versió 2010 (17.x)
La versió 2010 va ser publicada el 8 de setembre de 2009. Aquesta versió inclou la tecnologia Project Quorum, que introdueix la detecció d'amenaces basada en la reputació per mantenir-se al dia. Segons Symantec, molts dels 200 milions d'atacs que es produeixen cada mes evadeixen la detecció basada en firmes de virus. El nou enfocament es basa en Norton Comunity Watch, en el que els participants envien informació sobre les aplicacions que s'executen en els seus ordinadors. Les aplicacions segures presenten atributs segurs comuns, com tenir un origen conegut d'editors coneguts. Per altra banda, el nou malware pot tenir un editor desconegut, entre altres atributs. Utilitzant les dades es calcula una "puntuació de reputació" que es pot utilitzar per atribuir la probabilitat que una aplicació desconeguda sigui segura o no.
Una altra característica de Quorum són els controls parentals i el filtre de correu brossa. Norton Internet Security 2010 inclou una subscripció gratuïta a OnlineFamily.Norton. El filtre de correu brossa utilitza tecnologies que Symantec va adquirir de Brightmail. S'utilitzen dos filtres per trobar el correu brossa: un instal·lat localment i un altre que verifica si el missatge es correu brossa conegut dins dels servidors de Symantec. Una altra característica millorada es la heurística anomenada SONAR 2. Aprofita les dades de reputació de jutjar si un programa es maliciós o no. Norton Insight també s'amplia, mostrant als usuaris el nombre de participants de la Comunitat Norton que tenen instal·lat un determinat programa, el seu impacte en el sistema i quant de temps ha estat disponible. També es proporciona informació sobre el seu origen i un gràfic de l'ús dels recursos. Una nova característica anomenada "Autospy" ajuda als usuaris a entendre que fa Norton quan es troba malware, presentant a l'usuari les accions del malware i la resolució que aplica Norton. Les versions anteriors eliminaven les amenaces silenciosament, provocant que l'usuari tingui una falsa sensació que no està protegit o que no està descarregant software maliciós.
Un altre afegit al producte és la nova "Flip Screen". Amb una targeta gràfica compatible, la pantalla principal "fa la volta" per mostrar el costat oposat de la interfície principal, que consisteix en un gràfic de l'ús de CPU o memòria i una línia del temps dels esdeveniments de seguretat. Sense una targeta gràfica compatible, l'enllaç "Flip Screen", es substitueix per un enllaç "back" que obre la part posterior de la finestra com a finestra separada.
El producte també afegeix un motor de cerca anomenat "Safe Search". La cerca personalitzada permet a l'usuari filtrar els llocs insegurs, obtenir informació sobre aquells i fer un seguiment de les galetes HTTP.
Norton Internet Security va ser nomenat "Millor producte de 2009" i va guanyar el Premi de bronze per la taxa de detecció del 98,6% el 2010.

### Versió 2011 (18.x)
La versió beta de Norton Internet Security 2011 es va publicar el 21 d'abril de 2010. Els canvis incloïen una nova interfície d'usuari i un millor escaneig dels llocs d'Internet en busca de malware. Amb la versió 2011, Symantec també va publicar una aplicació que escaneja el mur de Facebook de l'usuari en busca d'enllaços de malware. Aquesta aplicació no requereix una subscripció vàlida. La versió final de Norton Internet Security es va publicar el 31 d'agost de 2010. Les noves funcions d'aquesta versió també inclouen Norton Rescue Tools, unes eines que també incorporen el Norton Booteable Recovery i el Norton Power Eraser.
El 9 de desembre del 2010, Symantec va publicar la versió 18.5 a través de Norton LiveUpdate. Aquesta actualització es va retirar poc després degut als nombrosos informes en el fòrums de Norton que avisaven que l'actualització estava causant inestabilitat en el sistema i congelació durant els anàlisis del sistema (tant els complets com els ràpids). Aquest problema només afectava a alguns clients. Des de Symantec van recomanar als usuaris desinstal·lar el producte executant Norton Removal Tool i tornin a instal·lar la versió 18.1. Posteriorment, Norton va corregir els error i va tornar a publicar l'actualització.
Després de l'adquisició de VeriSign Security per part de Symantec, l'empresa matriu de Norton, varies funciones de VeriSign van ser incorporades a la versió 2011. El nou producte inclou un nou logo de Norton que utilitza la marca de verificació de VeriSign que apareixia anteriorment en el logo de VeriSign, això com varis canvis en les icones de Norton Safe Web i Norton Identity Safe.

### Versió 2012 (19.x)
La versió 2012 va se publicada el 6 de setembre de 2011 i va incorporar noves característiques. Una d'elles és el Download Insight 2.0, que no només supervisa la seguretat dels fitxers, sinó que també l'estabilitat d'un fitxer determinat. Això significa que si un fitxer es estable en Windows 7, però inestable en Windows XP, els usuaris de XP seran notificats de la seva inestabilitat.
Les eines d'eliminació millorades estan més integrades per una millor neteja de sistemes ja infectats. Una vegada activada, la nova i més potent versió de Norton Power Eraser reinicia el sistema per localitzar i eliminar el software antivirus fals i altres amenaces profundament incrustades al sistema, que d'una altra manera serien difícils d'eliminar. Una nova eina anomenada Norton Management ajuda a administrar diferents equips i dispositius equipats amb el software de Norton des d'una única ubicació.
Altres canvis d'aquesta versió són el SONAR 4, compatibilitat amb Google Chrome per Identity Safe i Safe Web i la capacitat d'emmagatzemar contrasenyes i notes al núvol. Tot i això, l'acord de llicència no garanteix que les contrasenyes s'emmagatzemin de manera segura i no proporciona cap remei si la seguretat del núvol es veu compromesa.
La interfície d'usuari també es simplifica mostrant només tres botons. El tercer botó obre un menú més avançat i complicat, en el que l'usuari pot gestionar la configuració i accedir a les diferents funcions del producte. El mesurador de CPU que es va retirar a la versió 2011, torna a estar disponible en el mode de pantalla avançada.
Combinant la línia de netbook i escriptori, Norton Internet Security 2012 integra la mesura d'ample de banda, que controla l'ús del tràfic del producte i el redueix al mínim si es necessari. Això és ideal per a xarxes amb tràfic limitat. A més a més, la finestra de la interfície d'usuari s'ajusta d'acord amb la mida de la pantalla de l'ordinador. Els anàlisis ja no programen a través del programador de tasques de Windows, sinó que es fa a través de la configuració de Symantec.
Aquesta versió de Norton Internet Security inclou varis ous de Pasqua. Prement Majúscula+1, 2, 3 o 4, es canviarà el tema de fons per defecte, ratllat, amb animals o floral respectivament. Mantenint la tecla Control+Tecla Windows+Alt mentre es prem el botó "performance", s'activa el "Crazy Flip", que farà que la finestra doni la volta cap avall. L'efecte continua fins que es tanca la finestra.

### Versió 20.x (2013)
La versió 20, publicada el 20 de juny de 2013, es va publicar sense el número d'any corresponent. Seguint aquesta nomenclatura, Norton Internet Security s'actualitzaria de forma contínua automàticament quan es publiquessin noves versions. Una de les novetats és una interfície millorada més adaptada a pantalles tàctils amb un estil de mosaic com el de Windows 8. La finestra principal mostra un mosaic format per quatre part: un que mostra l'estat de protecció juntament amb informació de l'ús de CPU, un mosaic anomenat "examinar ara", un mosaic LiveUpdate que s'utilitza per instal·lar o actualitzar qualsevol part del producte i un mosaic per configuracions avançades.
Una nova eina anomenada "Social Networking Protection" ofereix protecció davant les amenaces de les xarxes socials. És la primera versió que oficialment és compatible amb Windows 8 i es compatible amb els processadors muti-nucli més actuals. Una nova característica permet iniciar Norton Internet Security just abans del procés d'engegada del sistema per protegint millor de rootkits i controladors maliciosos. També afegeix un sistema de monitoratge de l'ample de banda que ajudarà als usuaris a limitar el seu ús en el cas que l'ample de banda sigui limitat.

### Versió 21.x (2014)
Última versió publicada de Norton Internet Security amb aquest nom, a partir d'ara anomenada Norton Security. Aquest versió inclou un tallafocs intel·ligent, que gràcies a la base de dades de Norton Insight permet configurar automàticament els permisos de xarxa per la majoria d'aplicacions. Si es troba amb algun programa desconegut, el que fa el tallafocs és augmentar-ne el monitoratge per tal de bloquejar-lo en cas de necessitat. S'ha millorat el rendiment respecte la versió anterior, millorant un 15% la seva velocitat i reduint el consum de memòria RAM en 100 MB aproximadament.

## Netbook Edition
L'any 2010, Symantec va publicar la versió de Norton Internet Security Netbook Edition dissenyada i optimitzada per equips ultraportàtils. La pantalla principal està optimitzada per suportar una resolució de pantalla de 800x480 píxels. A més a més, les tasques no crítiques es retarden mentre el netbook està funcionant amb bateria. També té accés gratuït a la copia de seguretat en línia de Norton i al control parental per a protegir els menors mentre naveguen per internet. La versió Netbook Edition va ser abandonada per Symantec poc després.